# Tour Sequoia
Tour Sequoia – wieżowiec w Paryżu, we Francji, w dzielnicy La Défense, o wysokości 119 m. Budynek został otwarty w 1990 roku, posiada 33 kondygnacje.